# Аполлинарий Клавдий
Аполлина́рий Кла́вдий (др.-греч. Ἀπολλινάριος Κλαύδιος, лат. Apollinaris Claudius; II век) — христианский писатель, богослов, апологет, противник и обличитель ереси монтанизма, святой епископ Иераполя в Азии. День памяти — 8 января.
Аполлинарий жил во времена императора Марка Антонина Вера, к которому он обратился в известном труде в защиту христианства. Аполлинарий автор пяти книг «Против язычников», также он написал две книги «Об истине», «Против катафригийцев», «К эллинам», две книги «К иудеям», «О Пасхе». Сведения о Аполлинарии сообщают Евсевий Кесарийский в сочинении «Церковная история» и Иероним Стридонский в сочинении «О знаменитых мужах», а также Фотий в сочинении Библиотека. Сочинения Аполлинария до нас не дошли, сохранился лишь небольшой отрывок сочинения «О Пасхе» в Пасхальной хронике, и который помещён в пятом томе Patrologiæ Græca.